# Olios feldmanni
Olios feldmanni là một loài nhện trong họ Sparassidae.
Loài này thuộc chi Olios. Olios feldmanni được Embrik Strand miêu tả năm 1915.